# 弗雷德里克·若西内
弗雷德里克·若西内（法語：Frédérique Jossinet，1975年12月16日—），法国女子柔道运动员。她曾代表法国参加2004年和2008年夏季奥林匹克运动会柔道比赛，其中2004年奥运会获得一枚银牌。